# SSテーラモ・カルチョ
SSテーラモ・カルチョ（イタリア語: Società Sportiva Teramo Calcio）は、イタリアのテーラモをホームタウンとするサッカークラブ。2021-22シーズンはセリエCに所属。

## 歴史
1929年8月25日にASテーラモとして創設されたが、1913年7月15日には初めてサッカーの試合に参加していた。フランチェスコ・パオローネが初代会長に就任した。1929年に開場したスタディオ・コムナーレをホームスタジアムとし、同年10月27日にクラブ最初の公式試合を行った。ホームチームのテーラモがUS Osimanaに2-1で勝利した。2試合目は同年11月3日にCluana Portocivitanovaと対戦し、4-0で勝利した。この試合のユニフォームカラーは黄色だった。1930年10月26日、ユニフォームカラーは伝統的な白と赤に変更された。
2007-08シーズンはセリエC2（4部）に所属していたが、財政問題により、2008-09シーズンの登録を行わなかった。2008年、ASDレアル・テーラモとして再創設され、新しいクラブはプロモツィオーネ・アブルッツォのジローネA（7部）に所属した。2009年、SSDテーラモ・カルチョに改称した。2012年、SSテーラモ・カルチョに改称した。
2014-15シーズンは1位で終えたが、サヴォーナ戦での八百長問題が発覚し、裁定の結果、レガ・プロ優勝及びセリエBへの昇格は取り消しとなった。

## タイトル
- セリエC2：1回
  - 1985-86 (ジローネC), 2001-02 (ジローネB)
- セリエD：1回
  - 1973-74 (ジローネH), 2011-12 (ジローネF)

## 過去の成績
| シーズン | ディビジョン                    | ディビジョン | ディビジョン | ディビジョン | ディビジョン | ディビジョン | ディビジョン | ディビジョン | ディビジョン | コッパ・イタリア |
| シーズン | リーグ                          | 試           | 勝           | 分           | 敗           | 得           | 失           | 勝ち点       | 順位         | コッパ・イタリア |
| -------- | ------------------------------- | ------------ | ------------ | ------------ | ------------ | ------------ | ------------ | ------------ | ------------ | ---------------- |
| 2010-11  | セリエD ・ジローネF             | 38           | 21           | 10           | 7            | 63           | 38           | 73           | 2位          | —                |
| 2011-12  | セリエD ・ジローネF             | 34           | 22           | 7            | 5            | 86           | 29           | 73           | 1位          | 1回戦敗退        |
| 2012-13  | レガ・プロ・セコンダ・ジローネB | 34           | 15           | 8            | 11           | 43           | 33           | 53           | 6位          | —                |
| 2013-14  | レガ・プロ・セコンダ・ジローネB | 34           | 15           | 10           | 9            | 48           | 34           | 55           | 3位          | 2回戦敗退        |
| 2014-15  | レガ・プロ・ジローネB           | 38           | 21           | 12           | 5            | 62           | 32           | 75           | 1位          | 1回戦敗退        |
| 2015-16  | レガ・プロ・ジローネB           | 34           | 11           | 13           | 10           | 42           | 40           | 46→43        | 8位          | 2回戦敗退        |
| 2016-17  | レガ・プロ・ジローネB           | 38           | 9            | 13           | 16           | 39           | 43           | 40           | 16位         | 1回戦敗退        |
| 2017-18  | セリエC ・ジローネB             | 34           | 6            | 17           | 11           | 33           | 42           | 35           | 16位         | —                |
| 2018-19  | セリエC ・ジローネB             | 38           | 10           | 13           | 15           | 36           | 46           | 43           | 13位         | —                |
| 2019-20  | セリエC ・ジローネC             | 30           | 11           | 8            | 11           | 29           | 31           | 41           | 8位          | —                |
| 2020-21  | セリエC ・ジローネC             | 36           | 13           | 13           | 10           | 38           | 34           | 52           | 8位          | 2回戦敗退        |
| 2021-22  | セリエC ・ジローネB             | 38           | 10           | 12           | 16           | 36           | 57           | 42           | 15位         | —                |
| 2022-23  | セリエC ・ジローネB             |              |              |              |              |              |              |              | 位           |                  |

## 歴代所属選手

### GK
- フランチェスコ・マンチーニ 2005-2006

### DF
- クリスティアン・テルリッツィ 2001-2002
- モリス・カロッツィエーリ 2002-2003

### MF
- フリオ・セサル・レオン 2005-2006
- ルカ・ディ・マッテオ 2014-

### FW
- エンリコ・キエーザ 1990-1991
- シモーネ・ペペ 2002-2003
- ジャンルカ・ラパドゥーラ 2014-2015

## 歴代監督
- ルイジ・デルネーリ 1990-1991
- ロベルト・プルッツォ 1999-2000